# Булеков, Олег Евгеньевич
Оле́г Евге́ньевич Буле́ков (4 июня 1975 года, Рязань) — российский государственный деятель, 7-й мэр Рязани.

## Биография
Родился 4 июня 1975 года в Рязани.
В 1992 году окончил Рязанское кооперативное училище по специальности «Организация коммерческой деятельности и товароведение». В 1997 году — Московский университет потребительской кооперации по этой же специальности. После окончания учёбы остался работать в университете, где с 1996 по 2003 годы занимал различные должности: от председателя студенческого профсоюзного комитета, до проректора по работе с молодежью и социальным вопросам.
В 2003 году перешел в Центральный союз потребительских обществ Российской Федерации на должность заместителя начальника управления кадров и организационно-массовой работы, где дослужился до должности заместителя, а затем и управляющего делами Центросоюза.
В июне 2008 года назначен на должность председателя комитета по развитию предпринимательства, потребительского рынка и услуг Рязанской области. В этом же году заканчивает аспирантуру Российского университета кооперации.
В ноябре 2012 года Булекова назначают на должность Министра экономического развития и торговли Рязанской области. В июне 2013 года — на должность первого заместителя Председателя Правительства Рязанской области.
27 ноября 2014 года в связи со сложением полномочий предыдущего мэра Рязани — Виталия Артёмова, Олег Евгеньевич был выдвинут президиумом политсовета регионального отделения партии «Единая Россия» в качестве кандидата на конкурс по замещению должности мэра города. Кандидатура Булекова была одобрена политсоветом единогласно. Губернатор Рязанской области Олег Ковалёв в свою очередь поддержал кандидата, отметив «высокие результаты его работы в региональном правительстве».
17 декабря 2014 года на заседании Рязанской городской думы тайным голосованием Олег Булеков был назначен на должность мэра Рязани. За принятие этого решения проголосовали 33 депутата, против — 4, при этом известно что фракция КПРФ проголосовала против его кандидатуры.
14 сентября 2017 года городская дума удовлетворила заявление Булекова об увольнении по собственному желанию.

## Критика
В 2015 году активисты партии «Справедливая Россия» разрисовали ямы на дорогах карикатурами с изображением лица Булекова. Градоначальник дал поручение закрасить граффити, но ямы остались нетронутыми, что вызвало критику депутата Государственной Думы Сергея Миронова. Позднее ямы были заасфальтированы.

## Награды
- 1997 — Медаль «В память 850-летия Москвы»
- 2007 — Почетная грамота Министерства сельского хозяйства Российской Федерации